# Pleurobrachiidae
Pleurobrachiidae es una familia de ctenóforos del orden Cydippida.

## Géneros
Esta familia contiene 37 especies divididas en 6 o 7 géneros:
- Género Attenboroughctena Ceccolini & Cianferoni, 2020 -- 1 especie
- Género Hormiphora L. Agassiz, 1860 -- 18 especies
- Género Minictena C. Carre & D. Carre, 1993 -- 1 especie
- Género Moseria Ghigi, 1909 (género vaciado en beneficio de  Pleurobrachia )
- Género Pleurobrachia Fleming, 1822 -- 13 especies
- Género Sabaudia Ghigi, 1909 -- 1 especie
- Género Tinerfe Chun, 1898 -- 2 especies